# Bomarzo
För andra betydelser, se Bomarzo (olika betydelser).
Bomarzo är en kommun i provinsen Viterbo, i regionen Lazio i Italien. Den ligger 84 km norr om Rom och 19 km nordost om staden Viterbo. Kommunen har 1 795 invånare (2018).

## Historia

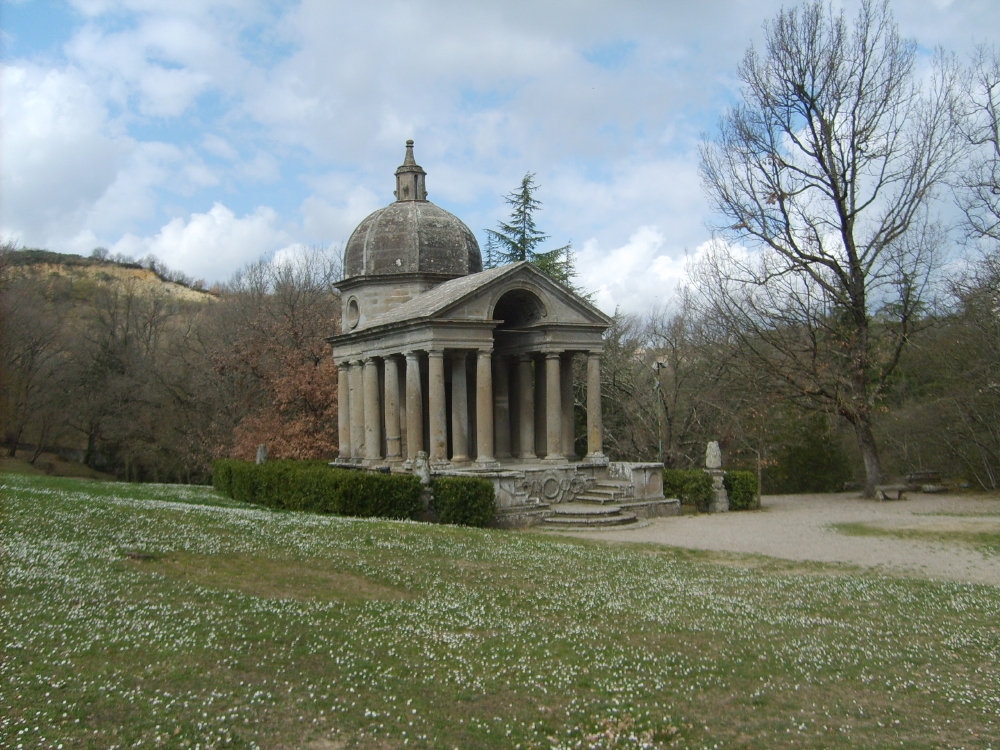
En säregen tempelbyggnad i Sacro Bosco.

Den gamla bergsbyn Bomarzo med sin medeltida borgbebyggelse är belägen på Monte Casoli, ett berg bestående av bergarten tuff. Berget är en avlägsen, nordostlig utlöpare till den vulkaniska bergskedjan Monti Cimini. Utgrävningar av nekropoler vid 1800-talets mitt visade att det hade funnits en tidig etruskisk bosättning där den nuvarande staden ligger. Namnetymologin (Mars stad) antyder att det kan ha legat en romersk garnisonsstad här senare, men några konkreta byggnadsrester har inte hittats vid utgrävningsarbeten. 
Från 700-talet och ända fram till år 1870 hörde Bomarzo liksom hela den nuvarande provinsen Viterbo till Kyrkostaten, därefter till nationalstaten Italien. Den verkliga kontrollen utövades av lokala feodalherrar. I Bomarzos fall var det huset Orsini. Bland denna släkts herrar är Vicino Orsini den som mest satt sin prägel på platsen. Under hans tid på 1500-talet färdigställdes palazzo Orsini, vilket hade påbörjats av hans far. Han anlade även den egendomliga, manieristiska trädgården Sacro Bosco i den skogbevuxna dalgången nedanför sitt slott. Enligt en sentida uttolkare utgjorde denna ett centrum för de villeggiatura eller sommarresidens som vid samma tid uppfördes i närliggande Bagnaia (Villa Lante), Caprarola (Villa Farnese) och Soriano nel Cimino (Palazzo Chigi-Albani).
Den argentinske författaren Manuel Mujica Lainez utgav i början av 1960-talet en roman med namnet Bomarzo, vilken speglar Vicino Orsinis epok. Tonsättaren Alberto Ginastera utgick från den när han skrev sin opera Bomarzo, vilken uruppfördes 1967. Fyra decennier senare år 2007 spelades den experimentella filmen Bomarzo 2007 in på plats i regi av argentinaren Jeronimo Brignone. Filmen bygger på Ginasteras opera, med hans musik och Mujica Lainez libretto.

## Naturreservat
På en yta av 285 ha är Bomarzo och landskapet runt om skyddat sedan 1999 som naturreservat, Riserva Monte Casoli di Bomarzo.